# Дворє (Моравче)
Дворє (словен. Dvorje) — поселення в общині Моравче, Осреднєсловенський регіон, Словенія. 
Висота над рівнем моря: 341,8 м.